# Hagar (Bibelen)
 For alternative betydninger, se Hagar. (Se også artikler, som begynder med Hagar)
Hagar er en kvinde, som omtales i 1. Mosebog kapitel 16. Hun var en trælkvinde, der tilhørte Abrahams hustru Sara. Da Sara ikke kunne få børn, opfordrede hun Abraham til at tage Hagar som medhustru. Hagar fik så sønnen Ismael med Abraham.
- Wikimedia Commons har flere filer relateret til Hagar (Bibelen)